# Joseph Claude Marie Charbonnel
Pour les articles homonymes, voir Charbonnel.
Joseph Claude Marie Charbonnel, né le 24 mars 1775 à Dijon, mort le 10 mars 1846 à Paris), Comte de Salès et de l'Empire, est un général français de la Révolution et de l’Empire.

## Biographie
Entré à l’école militaire de Châlons, il en sort dans l'artillerie et est envoyé à l’arsenal d’Auxonne en 1792. 

### Période révolutionnaire
Quoique livré tout entier à ses fonctions, il ne peut échapper aux proscriptions du moment, et est destitué par les Représentants Bassal et Bernard de Saintes, en mission dans les départements de la Côte-d'Or et du Doubs. 
Réintégré parce qu'on manque d'officiers de son arme, il fait ses premières armes au siège de Lyon en 1793, puis est envoyé au siège de Toulon  en qualité de lieutenant, et gagne devant cette dernière place les épaulettes de capitaine en repoussant les Anglais qui voulaient surprendre les Îles d'Hyères.
Il passe alors comme capitaine à l'armée des Alpes, puis à celle du Rhin où il commande la 3e division d'artillerie. Il dirige les batteries devant Luxembourg, où il est cité avec éloge et assiste au siège devant Ehrenbreitstein.

### Campagne d'Égypte
Désigné pour l'expédition d'Égypte, il est embarqué à bord du vaisseau le Généreux, concourt à la prise de Malte le 13 juin 1798 et à celle d'Alexandrie le 2 juillet, se bat à Chebreiss le 13 juillet et aux Pyramides le 21 juillet 1798.
Après la prise du Caire, la 2e division de l’armée d’Orient, dont il commande l’artillerie, ayant suivi les débris des Mamelouks d’Ibrahim Bey, jusqu’aux confins du désert, il revient, après l’affaire de Matairé, au Caire où il est chargé du commandement de l’artillerie de cette place, et de l’armement du château, ancienne résidence des khalifes.
Après avoir armé le château et mis en état de défense les bouches du Nil, Charbonnel est atteint à Rosette, d'une ophthalmie et d’une dysenterie des plus graves. Son état empirant de plus en plus par la continuation de son séjour au milieu des sables de l’Égypte, il reçoit l’ordre de se rendre à Malte, qui est menacée par les Anglais.

### Capture et détention
Son bâtiment est capturé par un corsaire de Tripoli, entre Malte et les côtes de Sicile, et conduit dans les eaux de l’Albanie où la France est en guerre avec l'empire ottoman. Il est remis à Ali Pacha de Janina par le chef de l’équipage du corsaire barbaresque, qui entre au service d'Ali. Avec d'autres Français capturés sur le même navire (Julien Bessières, Poitevin), il est conduit à Janina. Au bout d’un certain temps, l’air salubre de l’Épire contribue à le guérir de sa dysenterie, et son ophtalmie prend un caractère moins grave. Retenu par Ali, il peut après quelques mois assister avec lui à deux expéditions contre Ibrahim Pacha de Delvinë, et doit mettre à son service ses connaissances en artillerie, participant par exemple aux opérations contre les Souliotes en établissant des batteries.
Les consuls anglais et russe à Corfou lui offrent le moyen de s'évader en lui envoyant un bâtiment neutre, qui après l'avoir embarqué à Aya-Savacéda le mène dans la capitale des îles Ioniennes. Son séjour dans cette île ayant été connu du chef turc qui y commande, il y est arrêté et conduit à Constantinople, où il reste libre sur parole. Enfin, après quatre mois de séjour dans la capitale ottomane, il peut se rendre sur les côtes de la mer Adriatique par terre, en traversant à cheval diverses contrées qu’aucun voyageur français n'a jusqu'alors parcourues. Arrivé à Scutari, il s’embarque pour Raguse, et se rend ensuite en France, en traversant l’Italie.

### Retour en France

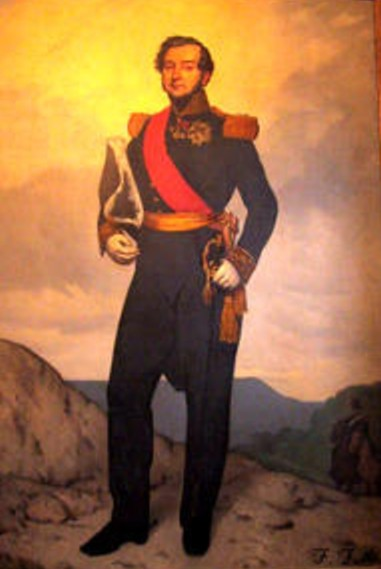
Portrait en pied de Joseph Claude Marie Charbonnel par
Félix Nicolas Frillié.

Le gouvernement consulaire le nomme lieutenant-colonel, puis colonel du 6e régiment d'artillerie légère, chef d'état-major au 32e avec lequel il fait les campagnes de 1805 en Autriche et 1806 en Prusse et de Pologne et se distingue à Iéna. Aux passages de l'Oder, de la Vistule, de la Narew, du Bug, partout il donne des preuves d'habileté et de courage. Blessé au-dessus du genou au passage du Bug, il suit quand même l'armée en Pologne, se bat à Eylau et commande le bombardement de Kœnigsberg.
La capitulation de cette place lui vaut la plaque de commandeur de la Légion d'honneur, et le titre de baron de l'Empire le 10 septembre 1808, ainsi que le grade de général de brigade le 2 octobre 1809. Il participe encore aux batailles d'Eckmühl, de Ratisbonne, et d'Essling.
À la conclusion de la paix, il est nommé par le chef du gouvernement pour présider la commission française chargée, d’après l’article 4 du Traité de Schönbrunn, de délimiter de concert avec une commission autrichienne, les nouvelles frontières entre la Bavière et l'Autriche. Cette mission importante n’étant point encore terminée, lorsqu’il reçoit l’ordre de se rendre en Espagne.
De là, il se rend en Espagne à la tête de l'artillerie du corps d'armée du Maréchal Ney, prend part au siège d’Almeida, aux combats de la Sierra d'Alcola, de Miranda do Corvo, de Fuentes de Oñoro. Après des preuves de courage qui lui valent les éloges du commandant en chef, il revient en France et suit la Grande Armée en Russie en qualité de chef d'état-major général d'artillerie. Il se bat à Witepsk, à la Moskova, puis court munir d'artillerie la place de Dantzig.
Nommé général de division le 15 mars 1813, à la suite des mesures qu'il sait prendre après la retraite de Moscou, il est attaché encore au corps de Ney avec lequel il prend part aux batailles de Lützen et de  Bautzen, et combat sur le Bóbr, à Görlitz et à Leipzig.
Battu à Leipzig, à la tête des débris de l'armée de Silésie, il fait la campagne de France (1814) et est présent à Arcis-sur-Aube, à Montereau, à La Ferté-sous-Jouarre et à Nogent. Il a été créé comte de Salès et de l'Empire par lettres patentes du 22 janvier 1814.
À la restauration du trône des Bourbons, il est nommé inspecteur-général de l'artillerie  pour le service des forges et des fonderies, et président de la commission mixte à laquelle est confiée l'étude de «l'approvisionnement de nos places de guerre, et des moyens d'armement à créer sur nos frontières pour un système offensif et défensif».
Propriétaire du château Charbonnel à Is-sur-Tille (Côte-d'Or), il est élu maire des Issois du 1er février 1824 au 24 janvier 1826. Il a été reçu Grand-croix de la Légion d'honneur le 20 août 1824.
Placé dans la seconde section du cadre de réserve en 1840, le gouvernement de Juillet l'appelle à la pairie le 25 décembre 1841. Il monte quelquefois à la tribune, par exemple lors de la discussion du projet de loi sur la chasse le 22 mai 1843, et comme rapporteur du projet d'établissement d'un port à Saint-Nazaire le 15 juillet 1845.
Il meurt le 10 mars 1846 à Paris, à l'âge de 70 ans, et est inhumé en la chapelle Saint-Charles au cimetière d'Is-sur-Tille auprès de sa fille Caroline, morte très jeune.

## Famille
Fils du légitime mariage de Jean-Baptiste Charbonnel (1737 † 1824), avocat au Parlement de Bourgogne (1757), échevin de Dijon, président du Tribunal civil de Dijon (1812), conseiller à la Cour (1816), officier de la Légion d'honneur, et de Marcelline Finot ; il se marie en 1831 avec Mélanie-Clémentine-Antoinette (1805 † 1874), fille du Général Gudin de La Sablonnière. De leur union naîtra Caroline (1832 † 1839), inhumée en la chapelle Saint-Charles au cimetière d'Is-sur-Tille.

## État de service
- Élève à l’École militaire de Châlons ;
- Sous-lieutenant dans le corps de l’artillerie le 6 octobre 1792 ;
- Destitué par les représentants en mission ;
- Réintégré en qualité de lieutenant d’artillerie le 22 mai 1793 ;
- Capitaine en 1793, confirmé le 24 février 1794 ;
- Chef de bataillon, nommé sur le champ de bataille des Pyramides, en Égypte le 21 juillet 1798 ;
- Lieutenant-colonel, major du 1er régiment d’artillerie en 1800 ;
- Chef d'escadron le 31 juillet 1801 ;
- Chef de bataillon le 21 janvier 1802 ;
- Colonel du 6e régiment d'artillerie légère (ou à cheval) en 1802 ;
- Chef d’état-major (1805) puis commandant de l'artillerie du 3e corps de la Grande Armée du 14 juin 1807 au 30 novembre 1809 ;
- Général de brigade d’artillerie le 2 octobre 1809 ;
- Commandant de l'artillerie du 5e corps de l'armée d'Espagne du 30 novembre 1809 au 15 septembre 1810 ;
- Commandant de l'artillerie du 6e corps de l'armée du Portugal du 15 septembre 1810 au 6 juillet 1811 ;
- Commandant de l'École d'artillerie de Grenoble du 1er janvier 1812 au 19 février 1812 ;
- Chef d'état-major de l'artillerie de la Grande Armée du 19 février 1812 au 15 mars 1813 ;
- Général de division le 9 janvier 1813 ;
- Commandant de l'artillerie du 3e corps de la Grande Armée du 15 mars 1813 au 24 janvier 1814 ;
- Commandant de l'artillerie du 2e corps de la Grande Armée du 24 janvier 1814 au 21 juin 1814 ;
- Inspecteur général du 5e arrondissement d'artillerie (Côtes de l’Océan et places de l’Est) à la première Restauration du 21 juin 1814 au 3 avril 1815 ;
- Commandant de l'artillerie de la 13e division militaire du 3 avril 1815 au 6 mai 1815 ;
- Commandant de l'artillerie de l'armée des Alpes du 6 mai 1815 au 7 mars 1816 ;
- Membre du Comité central d'artillerie du 7 mars 1816 au 22 avril 1820 ;
- Inspecteur général de l’artillerie pour le service des forges et des fonderies le 22 avril 1820 ;
- Membre du Comité central et consultatif de l'artillerie du royaume du 22 avril 1820 à juin 1824 ;
- Mis en disponibilité de juin 1824 au 19 mars 1831 ;
- Inspecteur général du 5e arrondissement d'artillerie du 19 mars 1831 au 28 juin 1831 ;
- Inspecteur général du 6e arrondissement d'artillerie du 28 juin 1831 au 31 décembre 1832 ;
- Inspecteur général du 5e arrondissement d'artillerie 1833 au 31 décembre 1833 ;
- Membre du Comité consultatif de l'Artillerie du 1er janvier 1836 au 25 mars 1840 ;
- Inspecteur général du 3e arrondissement d'artillerie du 17 juin 1836 au 31 décembre 1836 ;
- Inspecteur général du 1er arrondissement d'artillerie du 14 juin 1837 au 31 décembre 1837 ;
- Inspecteur général du 5e arrondissement d'artillerie du 27 juin 1838 au 31 décembre 1838 ;
- Inspecteur général du 4e arrondissement d'artillerie du 14 juillet 1839 au 31 décembre 1839 ;
- Placé dans la 2e section de réserve le 25 mars 1840.

## Campagnes
- Guerres de la Révolution française (1793) :
  - Siège de Lyon, Siège de Toulon ;
- Armée des Alpes-Maritimes, qui devint par la suite l’Armée d'Italie (1794) :
  - Attaque de Saorge (août 1794) ;
- Armée de Rhin-et-Moselle puis à l'Armée de Sambre-et-Meuse (1795-1797) :
  - Prise de Luxembourg, d'Ehrenbreitstein, passage du Rhin ;
- Armée d'Orient (1798) :
  - Prise de Malte, d'Alexandrie, Chebreiss, bataille des Pyramides ;
- Armée d’expédition d’Angleterre :
  - Garnison au camp de Boulogne (1803-1804) ;
- 1re Campagne d'Autriche (1805) avec la Grande Armée :
  - Affaire de Mühldorf, passage du Danube et à la bataille d'Austerlitz ;
- Campagne de Prusse (1806) avec la Grande Armée :
  - Bataille d'Iéna, passages de l'Oder, de la Vistule, de la Narew, du Bug, affaire de Mezzove,
- Campagne de Pologne (1807) avec la Grande Armée :
  - Bataille d'Eylau, bataille d'Heilsberg, siège de Königsberg ;
- 2e Campagne d'Autriche (1809) avec la Grande Armée :
  - Bataille de Teugen-Hausen, bataille d'Abensberg, bataille d'Eckmühl, bataille de Ratisbonne (où il prend le commandement d’une partie des batteries devant cette place), bataille d'Essling ;
- Campagne d'Espagne (1810-1812) :
  - Siège de Ciudad Rodrigo (1810), siège d’Almeida, combats de la Sierra d'Alcoba et à celui de Coimbra, de Pombal, de Miranda do Corvo, et de Rediecha, affaires de Fos-de-Arons et de Sabugel, bataille de Fuentes de Oñoro ;
- Campagne de Russie avec la Grande Armée :
  - Niémen, Combat de Vitebsk (27 juillet 1812), bataille de la Moskova, passage du Dniepr, Königsberg, Dantzig, Posen ;
- Campagne de Saxe (1813) avec la Grande Armée :
  - Combat de Weißenfels (2 mai 1813), bataille de Lützen, bataille de Bautzen, bataille de la Katzbach, affaire du passage du Bóbr (près de Bunzlau (Bolesławiec) 16 août 1813), affaire de Görlitz (18 août 1813), bataille de Leipzig ;
- Campagne de France (1814) :
- Affaire de La Chaussée (près de Châlons, le 3 février 1814), bataille de Montereau, affaire de Saint-Parres (près de Troyes, le 24 février 1814), de la Ferté-sous-Jouarre (26 février 1814), bataille de Bar-sur-Aube, bataille d'Arcis-sur-Aube, bataille de Saint-Dizier (26 mars 1814).

## Faits d'armes
- Siège de Toulon (1793) : Employé à l’armement et à la défense des Îles d'Hyères, il parvient, avec quelques hommes à repousser une descente des Anglais. Son action lui mérita les éloges du général en chef de l’artillerie Dommartin, qui l’attacha à son état-major, et lui fait obtenir le grade de capitaine.
- Siège de Luxembourg (1794-1795) : Chargé du commandement de l’attaque dirigée contre cette importante forteresse. Le 8 avril 1795, la garnison, plus nombreuse que l’armée assiégeante, effectua une nouvelle sortie : l’une des batteries qu'il commande rend de grands services, et est citée de la manière la plus honorable par le général Hatry, qui commandait en chef.
- Chargé de la construction des ponts sur la Narew et sur le Bug au mois de décembre 1806 : en présence de l’armée russe, il fait construire ces ponts avec célérité, malgré les glaces que charriaient ces rivières, le peu de moyen qu’offrait le pays, et les difficultés de ce climat rigoureux dans une telle saison.
- À Rediecha, où le 6e corps du maréchal Ney qui a à soutenir tous les efforts de l’armée de Wellington, l’artillerie de ce corps, aux ordres de Charbonnel, est citée avec les plus grandes éloges par le maréchal, qui demande pour lui le grade de général de division.

## Blessures
- Il est atteint d’une balle au-dessus du genou droit, lors du passage de la Grande Armée sur les rivières Narew et Bug, qui s’effectua de vive force, en décembre 1806.

## Décorations
- Légion d'honneur :
  - Officier par décret du Premier Consul du 25 prairial an XII (14 juin 1804), puis,
  - Commandant à Tilsitt le 7 juillet 1807, puis,
  - Grand officier par ordonnance du 17 janvier 1815, puis,
  - Grand-croix de la Légion d'honneur par ordonnance du 20 août 1824 ;
- Ordre royal et militaire de Saint-Louis :
  - Chevalier de l’ordre royal et militaire de Saint-Louis par ordonnance du 9 juillet 1814.

## Titres
- Baron de l'Empire par lettres patentes du 10 septembre 1808 ;
- Comte de l'Empire par lettres patentes du 22 janvier 1814.

## Hommage, Honneurs, Mentions,...
- À la veille de son décès, dans son testament, il rajoute deux articles dans le partage de sa succession, laissant à son épouse Mélanie la somme de 40 000 francs pour la création d'un asile (actuellement Salle Charbonnel) dans la commune d'Is-sur-Tille ; 600 francs de rente perpétuelle pour l'entretien de cette salle et une rente perpétuelle de 200 francs pour les plus démunis de cette commune :

« Le lieutenant général Charbonnel est devenu le 25 septembre 1819, propriétaire du château de la ville d'Is-sur-Tille, puis maire des Issois, du 1er février 1824 au 24 janvier 1826. Il a le malheur de perdre sa fille, Caroline, alors qu'elle n'a que 12 ans. Ce sont, sans aucun doute ces trois raisons qui le poussent à faire une donation à la ville, mentionnée à la veille de sa mort. Ce vœu est conforme à une ordonnance royale qui reconnait l'existence d'un établissement d'asile destiné à recevoir les filles et les garçons de 2 à 6 ans où seraient donnés les soins nécessités par leur âge, pendant les heures de travail de leurs parents (Le Bien public, 18 octobre 2006). »

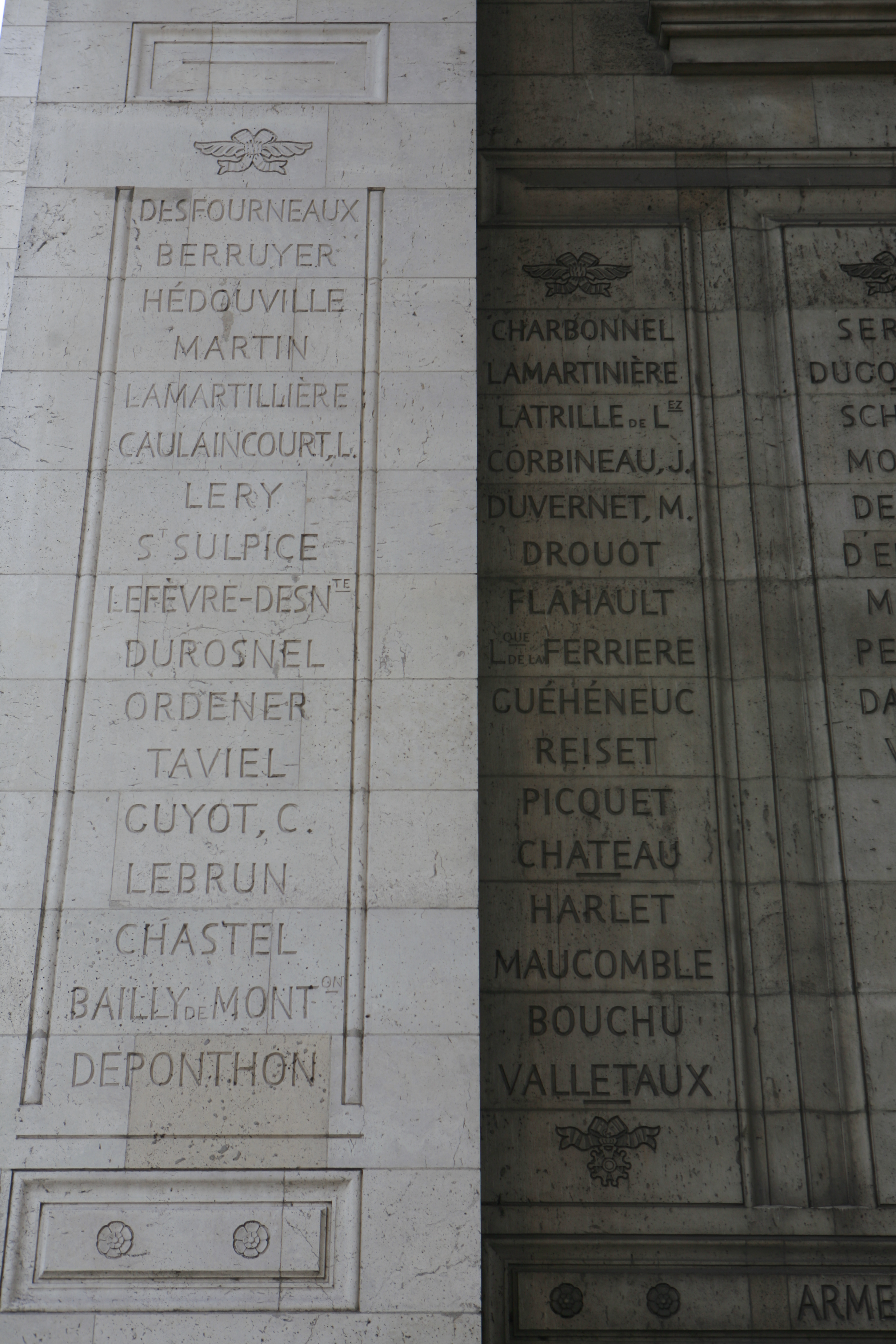
Noms gravés sous l'arc de triomphe de l'Étoile : pilier Ouest, 31e et.

- Le nom de Charbonnel est gravé au côté Ouest (32e colonne) de l’arc de triomphe de l’Étoile, à Paris ;
- Un tableau représentant le général Charbonnel est conservé dans la salle du conseil municipal de la mairie de Is-sur-Tille (Côte-d'Or). Cette peinture à l'huile, du peintre Félix Nicolas Frillié (1821-1863), qui mesure 2,50 m de hauteur par 1,80 m de largeur, représente, selon la veuve du général, avec une parfaite ressemblance les traits du général Charbonnel.

## Autres fonctions
- Maire d'Is-sur-Tille du 1er février 1824 au 24 janvier 1826 ;
- Pair de France le 25 décembre 1841.

## Armoiries
| Figure | Blasonnement |
|        | Armes du baron Charbonnel et de l'Empire (décret du 19 mars 1808, lettres patentes de 10 septembre 1808 (Palais de Saint-Cloud)) D'azur; au casque taré de front et grillé d'or, panaché de six plumes d'autruche de sable, accompagné à dextre d'une épée en pal d'argent, et à sénestre d'un bouclier incliné d'argent chargé d'une tête de lion au naturel, surmontée de deux tourterelles affrontées aussi au naturel; quartier des barons militaires., Livrées : bleu, jaune, blanc, et noir. |
|        | Armes du comte de Salès et de l'Empire (lettres patentes du 24 janvier 1814) D’azur au casque taré de front et grillé d’or, panaché de 6 plumes d’autruche de sable, accosté à dextre d’une épée haute d’argent, à senestre d’un bouclier incliné d’argent chargé d’une tête de lion au naturel, senestré d’une lance en pal de sable surmonté de 2 tourterelles affrontées au naturel ; au chef tiercé en pal : 1) d’azur à l’épée haute d’argent, montée d’or ; 2) de gueules au sautoir d’argent, cantonné de 3 étoiles d’argent et d’un croissant du même ; 3) d’or accosté à dextre de 3 foudres de gueules, à senestre d’une muraille de sable., |